# Марко Смолер
За друга значења, погледајте Смолер.
Марко Смолер (глсрп. Marko Smoler, нем. Marko Schmaler; Зејдау, 21. децембар 1857 — Бауцен, 11. април 1941) био је лужичкосрпски уредник новина „Сербске новини”, лужичкосрпски патриот.

## Биографија
Отац му је био Јан Арношт Смолер. Учио је гимназију у Бауцену. Године 1877. био је на челу бауценске штампарије. Од 1884. до 1937. године — уредник и издавач лужичкосрпских новина „Сербске новини”. Подржавао је лужичкосрпске организације. У младости преводио је приче с руског, чешког и других језика. Био је велики пријатељ Чеха, Руса и Југословена. Члан друштва „Lubin”. Године 1875. био је један од оснивача „схађованке”. Године 1880. био је један од оснивача Друштва за помоћ лужичкосрпским ученицима, од 1892. до 1937. године — ревизор овог друштва. Године 1888. био је један од оснивача сељачког друштва у Кроствицу, секретар друштва „Budyska Bjesada” и сељачког друштва у селу Клајнвелка. Године 1920. заједно са Ј. Скалом и Х. Шлецом основао је Лужичкосрпски соколски савез.
У издавачком предузећу Смолера излазиле су готово све лужичкосрпске новине и часописи. На донацијама је издавао школске, црквене и дјечје књиге. Водио је бригу о учењу лужичкосрпског језика у школама, због чега су га прогониле немачке власти и Гестапо, платио је казне. Од 1879. године био је члан, а од 1923. године почасни члан Матице лужичкосрпске, затим — почасни члан Матице српске у Новом Саду.

## Спољашне везе
- Биографија М. Смолера Архивирано на веб-сајту  (15. мај 2019) на сајту Лужичкосрпског института (текст из „Nowy biografiski słownik k stawiznam a kulturje Serbow”)